# Debbie Warren-Jeans
Debbie Warren-Jeans (sinh ngày 28 tháng 6 năm 1964) là một judoka người Zimbabwe. Bà đã tham gia hạng bán trung nữ tại Thế vận hội Mùa hè 1992.